# Satellite mineur

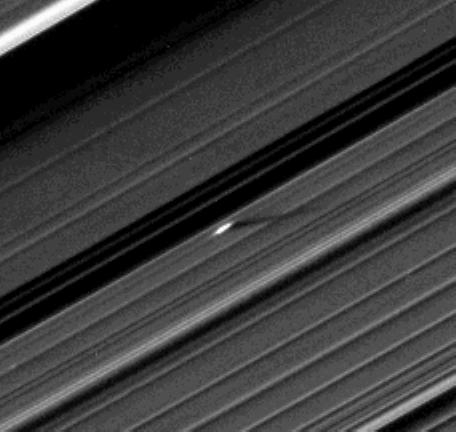
La lune mineure « Earhart » de 400 mètres dans l'anneau A de Saturne, juste à l'extérieur de la division d'Encke.

Satellite mineur ou lune mineure, en anglais moonlet, est un terme informel désignant un satellite naturel particulièrement petit. Trois types de satellites mineurs ont été décrits ou discutés : 
- des objets enchâssés dans un anneau planétaire, comme les satellites à hélice[a] des anneaux A[1],[2], B et F[3] de Saturne.
- des lunes astéroïdales, comme celles de (87) Sylvia[4] ;
- des sous-satellites, c'est-à-dire des satellites de satellites ; aucun n'a encore été observé, et il semble que leurs orbites ne seraient pas stables[5].